# Чарльз Фредерік Візенталь
Чарльз Фредерік Візенталь (1726–1789)  був німецько-американським лікарем і винахідником, який отримав патент на перший відомий механічний пристрій для шиття в 1755 році.
Вейзенталь народився в Королівстві Пруссія, але на момент винаходу жив в Англії. Він жив з 1755 по 1789 рік у Балтіморі.  За його винахід подвійної голки з вушком на одному кінці він отримав британський патент № 701 (1755).  У 1830 році Бартелемі Тімоньє заново винайшов швейну машину.